# Phantasy Star Portable
 (janvier 2010).
Phantasy Star Portable (ファンタシースターポータブル, Fantashī Sutā Pōtaburu) est un jeu vidéo produit par Sonic Team, développé par Alfa System et édité par Sega. Il s’agit d’un action-RPG sorti le 31 juillet 2008 au Japon, le 3 mars 2009 aux États-Unis et le 17 avril 2009 en Europe sur PlayStation Portable. Il fait partie de la série Phantasy Star.
L'histoire fait suite au premier épisode Universe de la série, Phantasy Star Universe.

## Système de jeu

### Généralités
Le gameplay du jeu est identique à celui de Phantasy Star Universe: Ambition of the Illuminus. Il s'agit d'une adaptation de ce dernier avec quelques nouveautés et de différences.
- Nouvelles armes : parmi les types d'armes déjà existants, de nouvelles armes puissantes font leur apparition. La plupart sont issues de la série Phantasy Star Online, comme la Sacred Duster ou la Vivienne.
- Multijoueur : le jeu est jouable à plusieurs sur un réseau local, et non pas en ligne.
- Missions téléchargeables : dans la version japonaise du jeu, de nouvelles missions font leur apparition et sont téléchargeables depuis l'écran de titre.
- Des titres à gagner : on peut gagner un certain nombre de titres après avoir rempli certaines conditions. Ces titres peuvent donner accès à des objets rares.
- Les villes : elles sont parcourues via un menu.
- Importation de personnages : l'apparence des personnages issus des deux premiers épisodes de la série Universe peut être importée.
- Nouveau mode histoire : il se situera entre celui de Phantasy Star Universe et celui de Phantasy Star Universe: Ambition of the Illuminus, soit entre l'épisode 1 et l'épisode 2.
- Nouveau boss : Bil Degoras est un nouveau dragon qui fait son apparition.

Les types de Guardians sont également identiques aux autres versions de la série Universe, mais avec quelques nuances.
- Hunter : personnage se battant aux armes blanches
- Ranger : personnage se battant aux armes à feux
- Force : personnage se battant à l'aide de magies
- Fighmaster : Hunter LV7, spécialiste du combat rapproché
- Gunmaster : Ranger LV7, spécialiste du combat à distance
- Masterforce : Force LV7, spécialiste du combat magique
- Acromaster : Hunter LV4, Ranger LV2, Force LV4, personnage équilibré
- Protranser : Hunter LV4, Ranger LV4, Force LV2

#### La création du personnage
Avant de sélectionner un mode en particulier, il faut créer un personnage. On peut en créer huit en tout. Sa création est beaucoup plus limitée que dans les précédents épisodes de Phantasy Star Universe.

#### L'écran de jeu
Lors d'une mission, le jeu est totalement identique à Phantasy Star Universe : Ambition of the Illuminus et à Phantasy Star Universe.
Lorsque l'on se trouve dans une ville, le gameplay change totalement car on navigue dans un menu. C'est à partir de ce dernier que l'on peut se rendre dans les magasins, changer de planète ou partir en mission.
Le menu, disponible à n'importe quel moment du jeu, donne accès à de nouvelles fonctions comme sauvegarder ou passer en mode Multijoueurs/Histoire.  Dans les précédentes versions, la sauvegarde se faisait automatiquement sur le mode Online et via un cristal flottant sur le mode Offline.

#### Les défis
Au cours du jeu sur Phantasy Star Portable, que ce soit en mode multijoueurs ou non, on a la possibilité de gagner des titres, ainsi que des bonus.
Par exemple, si l'on possède 80 % des armes du type épée à une main, cela donne l'accès à une nouvelle arme très puissante ; tuer cinq fois le boss De Ragan fait gagner un objet protecteur ; en coopération avec un autre joueur, on gagne un nouveau vêtement, etc. Il existe cent titres différents à obtenir.

### Modes de jeux
Mode Multijoueur
Uniquement accessible si la fonction LAN est enclenchée sur la PlayStation Portable, ce mode peut se parcourir seul ou jusqu'à 4 joueurs en réseau local. Des missions coopératives y sont accessibles et ne peuvent pas toujours être terminées si l'on joue seul. Par exemple, un passage ne peut être libéré si les deux partenaires ne pressent pas simultanément deux interrupteurs éloignés l'un de l'autre.
Mode Histoire
Le scénario se situe entre l'épisode 1 et l'épisode 2. Rencontre de Vivienne, qui appartient à une toute nouvelle catégorie de CAST. L'ennemi commun est Helga Neumann, de l'Illuminus.
Contrairement aux titres grand format, le mode Histoire contient des scènes narratives comme dans Phantasy Star Adventure ou tout autre Text-RPG. Durant les missions, le gameplay change complètement et se déroule de la même façon que dans Phantasy Star Universe: Ambition of the Illuminus.
De nombreuses cinématiques en images de synthèse viennent compléter le scénario.
En terminant les différents chapitres du mode Histoire, on accède à du contenu dans les magasins et de nouvelles missions.

### Missions téléchargeables
Sur la version japonaise du titre uniquement, plusieurs missions peuvent être téléchargées via le menu "Download" de l'écran de titre et sont régulièrement rajoutées à la liste existante : 
- Depuis le 31.07.2008 : Zone interdite niveau X
- Depuis le 21.08.2008 : Crystal Tears et Quête des Frères Vol
- Depuis le 11.09.2008 : Scrap Ghost I
- Depuis le 25.09.2008 : Scrap Ghost II
- Depuis le 21.10.2008 : Créatures grotesques au Rapport
- Depuis le 31.10.2008 : Donjon Gemaga
- Depuis le 13.11.2008 : Famitsu Quiz Stadium
- Depuis le 04.12.2008 : Scrap Ghost III
- Depuis le 25.12.2008 : Lightning Nines Colosseum
- Depuis le 15.01.2009 : Profonde forêt - Labyrinthe
- Depuis le 29.01.2009 : Les restes d'un trésor très ancien
- Depuis le 12.01.2009 : Le gardien de l'esprit étoilé

Une des missions téléchargeables se nomme commande d'objets. Elle permet d'accéder à une liste d'objets bonus, échangeables contre des Weapons Badges ou des Cristaux. Ces objets d'échanges se trouvent un peu partout dans les missions.
Cette mission particulière n'a pas encore livré tous ses secrets car les salles se découvrent au fur et à mesure des mises à jour. Dans chaque salle se trouve un interrupteur qui donne accès aux objets à gagner.
Dans la version américaine du titre, ces objets bonus peuvent être récupérés, comme tout autre objet, lors d'une mission classique.

## Personnages principaux

### Vivienne
- Race Cast
- Affiliation  Guardians
- Doubleur japonais Megumi Toyoguchi

La GRM met en vedette une jeune Cast. Il s'agit du premier prototyte de ce genre. La division des Guardians fut choisie pour la former et lui faire découvrir le monde extérieur. Vivienne est dotée d'une grande capacité d'apprentissage et d'une grande sensibilité.

### Helga Noyman
- Race Human
- Affiliation  Illuminus
- Doubleur japonais Rie Tanaka

Helga Noyman, d'un caractère froid, voire glacial, reste encore très mystérieux. Elle semble savoir beaucoup de choses sur les membres des Guardians.

### Le joueur
- Race définie par le joueur
- Affiliation  Guardians
- Doubleur japonais : -

Un personnage entièrement créé par les soins du joueur, d'un caractère taciturne.

## Suites et extensions
Phantasy Star Portable fait suite à Phantasy Star Universe. Il est cependant étroitement lié à l'add-on Phantasy Star Universe: Ambition of the Illuminus. Par exemple, si l'on importe ses personnages issus de la version PlayStation 2 ou PC, on débloque des objets cachés dans ce dernier.
La version portable reste avant tout une adaptation et les joueurs ne partagent pas le même réseau.
Grâce à son grand succès au Japon et à la suite d'une interview exclusive avec 1UP.com, Sega a annoncé que ce titre sortirait au mois de mars 2009 aux États-Unis et en avril de la même année en Europe.
Une extension, dont le nom est Phantasy Star Universe : Ambition of the Illuminus Update, est téléchargeable via un patch disponible pour les possesseurs du jeu sur PC et PS2 sur les serveurs japonais. Aucune date de sortie n'est prévue pour le moment en Europe, ni aux États-Unis. Sur cette extension, de nombreux objets sont issus de Phantasy Star Portable.
La liste des titres disponibles dans la série Universe est la suivante :
- Phantasy Star Universe sur PC, PS2et Xbox 360  en 2006
- Phantasy Star Universe: Ambition of the Illuminus sur PC, PS2et Xbox 360  en 2007.
- Phantasy Star Portable sur PlayStation Portable en 2008.
- Ambition of the Illuminus: Supplemental Update sur PC et PS2 en 2009 exclusif au Japon.
- Phantasy Star Portable 2 sur PlayStation Portable prévu pour fin 2009